# Malá Litvorová veža
Malá Litvorová veža (česky Malá Litvorová věž, polsky Niżnia Wysoka Gerlachowska, německy Kleiner Litvorovyturm, maďarsky Kis Litvorovytorony) je výrazná věž v severní části severního hřebene Zadního Gerlachovského štítu, mezi Zadní Gerlachovskou lávkou a Lučivianskou lávkou.

## Název
Název vyplývá z polohy nad Litvorovou dolinou. Litvor je slovenský lidový název vzácného glaciálního reliktu – anděliky lékařské (Archangelica officinalis Hoffm.). Roste v kosodřevinovém pásmu Vysokých Tater. Kdysi bohaté tatranské naleziště anděliky poškodili kořenáři, kteří z nich připravovali léčivé výtažky proti „devíti chorobám“. Polské pojmenování Niżnia Wysoka Gerlachowska je odvozeno od starého názvu vrchu Bradavice: Vysoká.

## První výstupy
- Karol Englisch, Antonia Englischová a Johann Hunsdorfer, 24. července 1903 – v létě
- Maximilian Bröske a Johann Hunsdorfer, květen 1904 – v zimě

## Turistika
Věž je přístupná pouze v doprovodu horského vůdce.